# Honoré Audiffred
Pour les articles homonymes, voir Audiffred.
Honoré Audiffred de son vrai nom Jean-Honoré Audiffred, né le 12 décembre 1840 à Jausiers (Alpes-de-Haute-Provence) et mort le 27 octobre 1917 à Saint-Pierre-la-Noaille (Loire), est un homme politique français.

## Biographie
Il est le fils de Jean Audiffred, négociant, riche marchand de toiles à Roanne et de Joséphine Caire.
Il exerçait la profession d'avocat au barreau de Roanne. Républicain, il fait partie de l'opposition sous l'Empire. Il est sous-préfet de Roanne du 4 septembre 1870 au 4 avril 1871. Son successeur le désigne comme l'un des chefs de la Commune sur Roanne au côté d'autres républicains. Dans les faits, il s'oppose à aussi bien à Thiers et qu'à la Commune. Mais il participe activement au côté des pro-communard Roannais, à l'opposition du gouvernement de Thiers, au sein de l'Alliance Républicaine. Il fit disparaitre les dossiers de nombreux républicains, quand il était sous-préfet. Le reste des années 1870 va voir Audiffred glisser vers le républicanisme opportuniste après la disparition de l'Alliance Républicaine de Roanne. Il sera jusqu'à sa mort, le chef des opportunistes roannais .  
Il est nommé conseiller municipal de Roanne et conseiller général du canton de Saint-Haon-le-Châtel en 1871, il est élu président du Conseil général de la Loire de 1895 à 1902. Il fut maire de Saint-Pierre-la-Noaille de 1900 à 1912.
Brièvement élu sénateur en 1894, il préfère alors rester député et renonce à son poste de sénateur. Il retrouve un siège de sénateur en 1904, succédant à Pierre Waldeck-Rousseau, décédé. Il conserve son siège de sénateur jusqu'à son décès en 1917.
C'est un parlementaire très actif, inscrit au groupe de l'Union républicaine à la Chambre, et à la Fédération républicaine au Sénat. Il est président de la commission chargée d'examiner la loi sur les menées anarchistes en 1894, rapporteur de la loi de 1894 sur les caisses de retraites des ouvriers mineurs. Il est président de la commission des assurances et de la prévoyance sociale.
Il est membre de l'Association nationale républicaine en 1888, il la préside à partir de 1894 et en fait l'une des composantes fondatrices de la Fédération républicaine en 1903.
Honoré Audiffred est à l'origine de la création, en 1901, de la Caisse des recherches scientifiques (CRS), ancêtre du CNRS. Celle-ci est destinée à « encourager la recherche plutôt qu'à récompenser la découverte et à aider les savants capables de réaliser les découvertes appelées à délivrer l'humanité des fléaux qui la déciment ».
Il mourut en cours de mandat, le 27 octobre 1917, et son éloge funèbre fut prononcé à la séance du Sénat du 6 novembre 1917, par le président Antonin Dubost.

## Mandats et fonctions

### Mandats parlementaires
- 6 avril 1879 - 27 octobre 1881 : Député de la Loire
- 21 août 1881 - 9 novembre 1885 : Député de la Loire (réélu)
- 18 octobre 1885 - 11 novembre 1889 : Député de la Loire (réélu)
- 6 octobre 1889 - 14 octobre 1893 : Député de la Loire (réélu)
- 20 août 1893 - 31 mai 1898 : Député de la Loire (réélu)
- 8 mai 1898 - 31 mai 1902 : Député de la Loire (réélu)
- 11 mai 1902 - 19 décembre 1904 :Député de la Loire (réélu)
- 30 décembre 1894 - 21 janvier 1895 : Sénateur de la Loire
- 23 octobre 1904 - 27 octobre 1917 : Sénateur de la Loire (réélu le 7 janvier 1906)

### Mandats locaux
- 1900 - 1912 : Maire de Saint-Pierre-la-Noaille
- 1892 - 1904 : Conseiller général du canton de Saint-Haon-le-Châtel
- 1895 - 1902 : Président du Conseil général de la Loire

### Autre fonction
- 4 septembre 1870 - 4 avril 1871 : Sous-préfet de Roanne